# Morgenbach (Rhein)
Die Morgenbach ist ein etwa 7,6 km langer linker Nebenbach des Rheins in Rheinland-Pfalz, sie fließt im Wesentlichen in östlicher und zuletzt in nördlicher Richtung.

## Name und Etymologie
Belegte Namensformen sind 966 Murga (in einer Kopie aus dem 13. Jahrhundert) und 1296 morghen, danach 1502 [die] morgenbach und 1812 [die] Morgenbach. Die älteren Namensformen ohne den Zusatz -bach rühren letztlich von einer keltischen Wurzel Morgjā her mit der ungefähren Bedeutung ‚Land/Gegend/Gewässer an einer Grenze‘. Der Name gehört zu der Familie der Murg-Namen, die alle ebenfalls über Murga von Morgjā herstammen. Der Vokalwechsel /u/ > /o/ ist mundartlich, der Einschub der zusätzlich Silbe /en/ bei der Zusammensetzung mit -bach ist der Ableitung von einer schwach deklinierten mittelhochdeutschen Form geschuldet. Diese Zusammensetzung diente wohl der Verdeutlichung der Bedeutung, deren Gewässerbezug nicht mehr verstanden wurde, ähnlich wie bei Wal > Walfisch. Das weibliche Geschlecht des heutigen Namens erklärt sich wohl daraus, dass der Bach in einer Region liegt, wo für Bach selbst das weibliche Geschlecht üblich ist.
Volksetymologische Erklärungen des Namens aus „Muren“ oder „gegen Morgen fließend“ gehen fehl. Die Karte des Binger Waldes von Andreas Trauttner von 1773 beschriftet die Morgenbach ebenfalls mit femininem Artikel.

## Geographie

### Verlauf
Der Bach entsteht im Binger Stadtwald im südöstlichen Hunsrück etwa 700 Meter ostsüdöstlich des Salzkopfes auf etwa 540 m ü. NN unterhalb des gemeinsamen Verlaufs des Soonwaldsteigs, Rheinhöhenwegs und des europäischen Fernwanderwegs E8 in einer Lichtung. Er läuft anfangs südlich, dann nach zweimaliger Kreuzung des Soonwaldsteigs ostsüdöstlich und beginnt eine langsame Kurve nach Nordosten. Ungefähr nach 3,6 Kilometern und nahe dem südlichsten Punkt seines Laufes nimmt er gegenüber dem Kindererholungsheim Jägerhaus auf dem linken Hang den Hasselbach auf, seinen ersten großen Nebenbach.

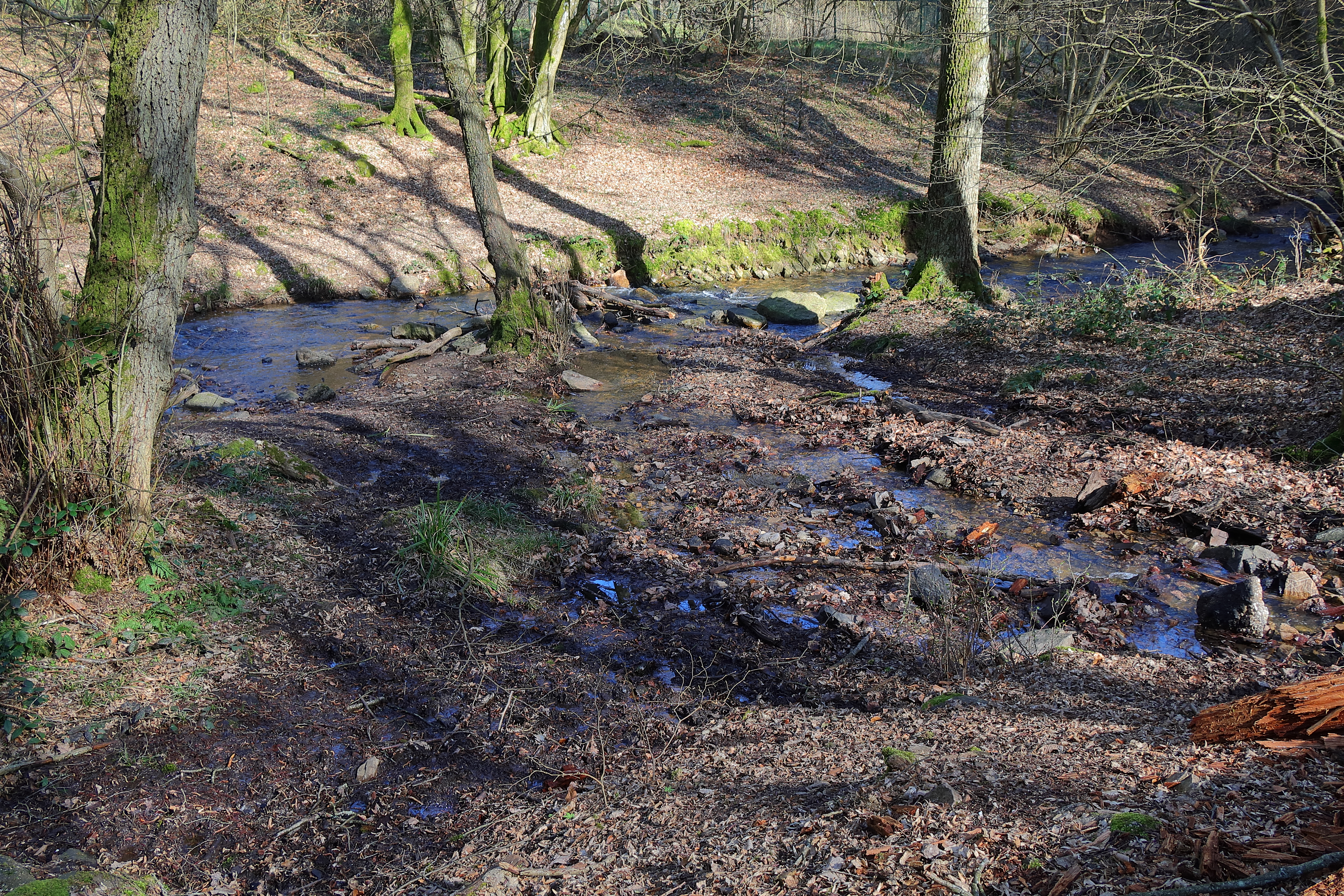
Mündung des Hasselbachs in den Morgenbach

Etwas danach knickt sein Waldtal nach Norden ab und wird eng und klippenreich, da es nun, wie auch der hier parallel laufende Rhein, die Gesteinsstrukturen des Rheinischen Schiefergebirges mit Tonschiefern und wesentlich widerstandsfähigeren Grauwackebänken und Quarzitgängen fast rechtwinklig schneidet. Die wechselnde Gesteinsfestigkeit führte zur Bildung der vier Morgenbach-Wasserfälle und der zahlreichen hoch ragenden Felsformationen in den westlichen Talhängen. Auf diesem nordwärtigen Talabschnitt mündet von links der längste Nebenbach Aderbach gegenüber dem Ohligsberg. Nach einer Rechtsbiegung öffnet sich das Tal bei der Burg Reichenstein unvermittelt zum Mittelrheintal und der Bach mündet einen Viertelkilometer stromabwärts der Trechtingshausener Clemenskapelle von links in den Rhein.

### Zuflüsse
- Hasselbach (rechts), 0,7 km, 0,76 km²
- Aderbach (links), 2,0 km, 3,116 km²

## Flora und Fauna
Das Morgenbachtal ist fast vollständig bewaldet und weist besonders an den felsigen Hängen am Unterlauf Niederwaldbestände auf. Am Ufer stehen vor allem Weiden und Erlen. Graureiher und Stockenten sind die häufigsten Wasservögel im Bachtal.

## Tourismus

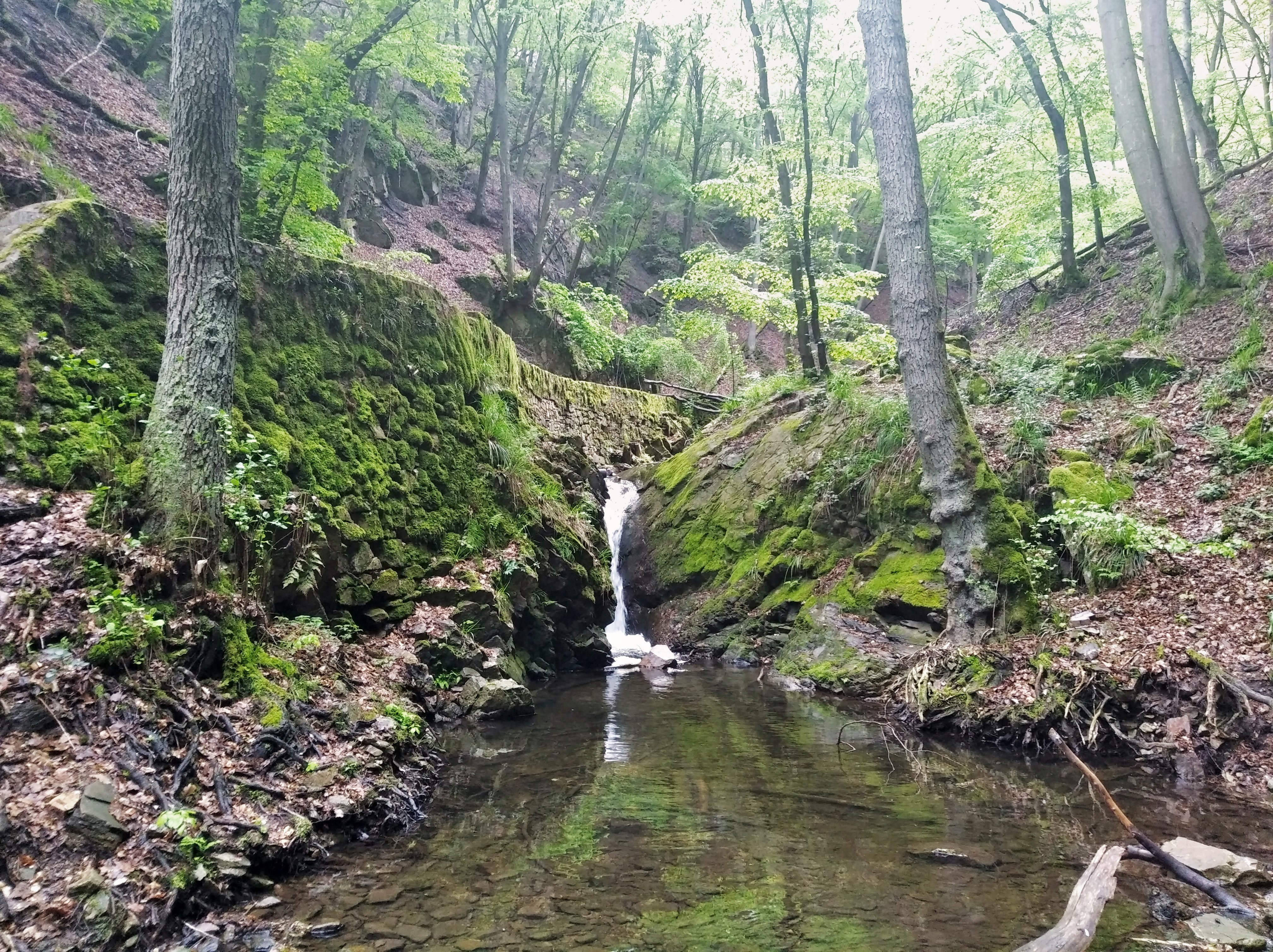
Einer der kleinen Wasserfälle des Morgenbachs
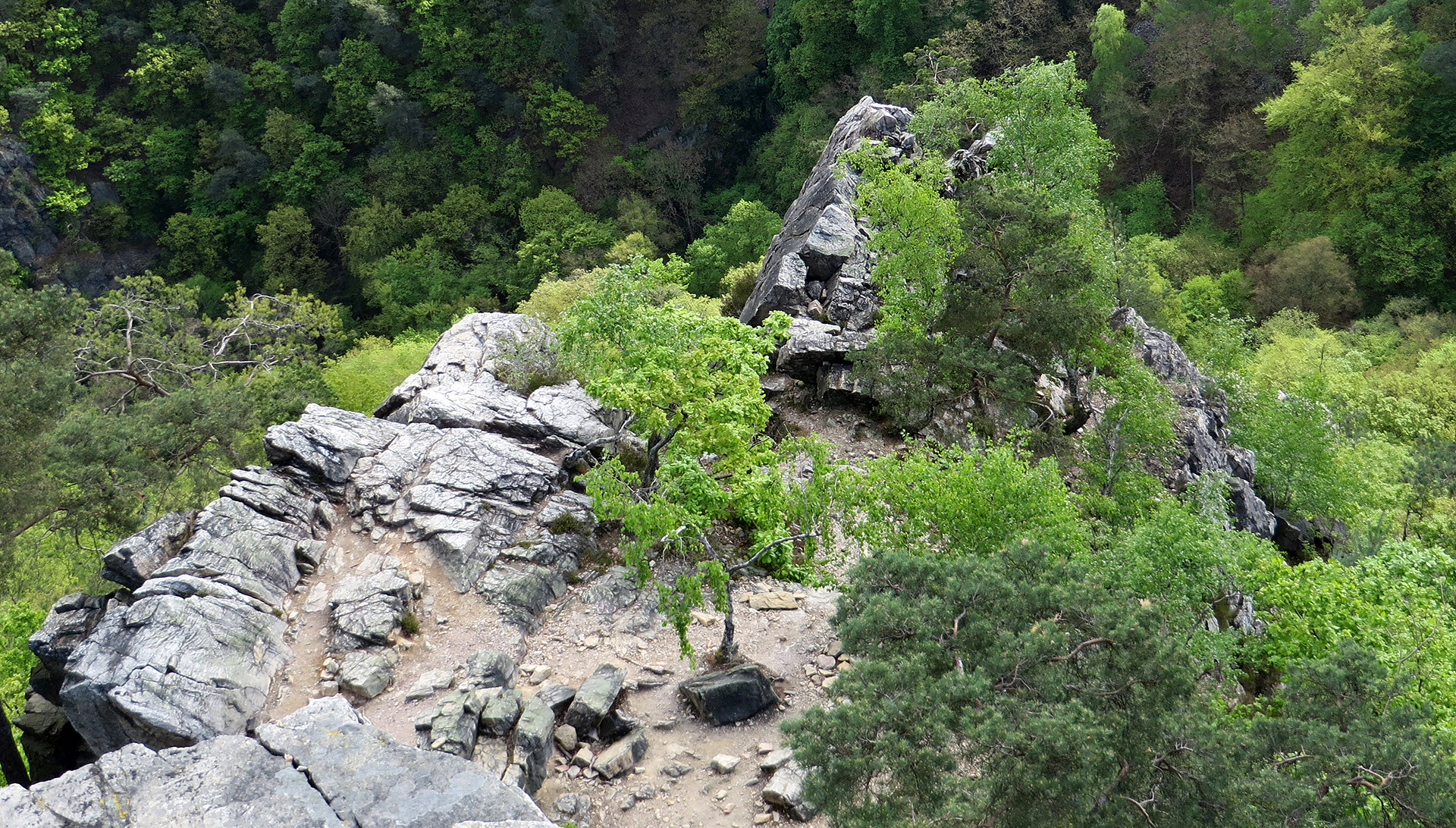
Aufsicht auf einen der Kletterfelsen im Morgenbachtal

Das Morgenbachtal gilt als eines der schönsten Seitentäler des Rheins. Ein ehemals gut ausgebauter Wanderweg begleitete den Bach im Unter- und Mittellauf und führte dabei vom Rhein zum einen auf die Höhe des Hunsrücks bei Waldalgesheim und zum anderen zum Schweizerhaus hoch über dem Rheintal. 
Nach einem Unwetter 2016 war der Weg längere Zeit gesperrt, konnte jedoch mit Mitteln von Stadt, Land und Bund mittlerweile wiederhergestellt werden.
Die linksseitigen Felshänge des Unterlaufs gehören zu den schönsten und schwierigsten Klettergebieten in Rheinland-Pfalz. Die drei kleineren Wasserfälle sind durch den Wanderweg gut erreichbar, nur der größte ist derzeit lediglich hörbar (auf gesperrtem Privatgelände, einstige Ausflugsgaststätte)..